# فرودگاه شهرستان جنسی
فرودگاه شهرستان جِنِسی (به انگلیسی: Genesee County Airport) یک فرودگاه همگانی بهره‌برداری هوایی است که یک باند فرود آسفالت دارد و طول باند آن ۱۶۷۶ متر است. این فرودگاه در شهر باتاویا، نیویورک کشور ایالات متحده آمریکا قرار دارد و در ارتفاع ۲۷۹ متری از سطح دریا واقع شده‌است.